# Zalaegerszeg
Zalaegerszeg  (Egersee in tedesco, Jegersek in croato, Jageršek in sloveno) è il capoluogo della contea ungherese di Zala ed è circondario urbano autonomo (megyei jogú város). In Ungheria è assimilabile ad una città media, mentre in Europa si può considerare come una città di piccole dimensioni. Il centro dell'unità amministrativa locale di Zalaegerszeg è molto popolato: si tratta infatti della diciassettesima città più popolosa dell'Ungheria.
Nelle prime fonti scritte del 1247 veniva citata con il nome di "Egurscug", ma già dal 1293 è conosciuta con il nome di "Egerszeg".
Dopo la caduta di Nagykanizsa nel 1600, incrementò il suo ruolo dominante, gradatamente divenne il centro del comitato di Zala ed oggi si può affermare con certezza che divenne capoluogo di provincia nel corso del secolo XVIII.
È una delle città dell'Ungheria maggiormente ricoperte dal verde. Si estende tra le colline della contea Zala, sulle rive del fiume omonimo, a 213 km dalla capitale Budapest.

## Geografia fisica
La città si posiziona nella regione del Transdanubio Occidentale, sulle rive del fiume Zala, a 50–70 km dai confini austriaco, croato e sloveno, tra le colline della Zala. Si estende mediamente a 156 m sopra il livello del mare a 45 km ad ovest dal lago Balaton. La sua distanza da Budapest è di 213 km su strada e di 239 km su ferrovia. L'autostrada più vicina a Zalaegerszeg, la M7, si ubica a 50 km dalla cittadina, nei pressi di Nagykanizsa

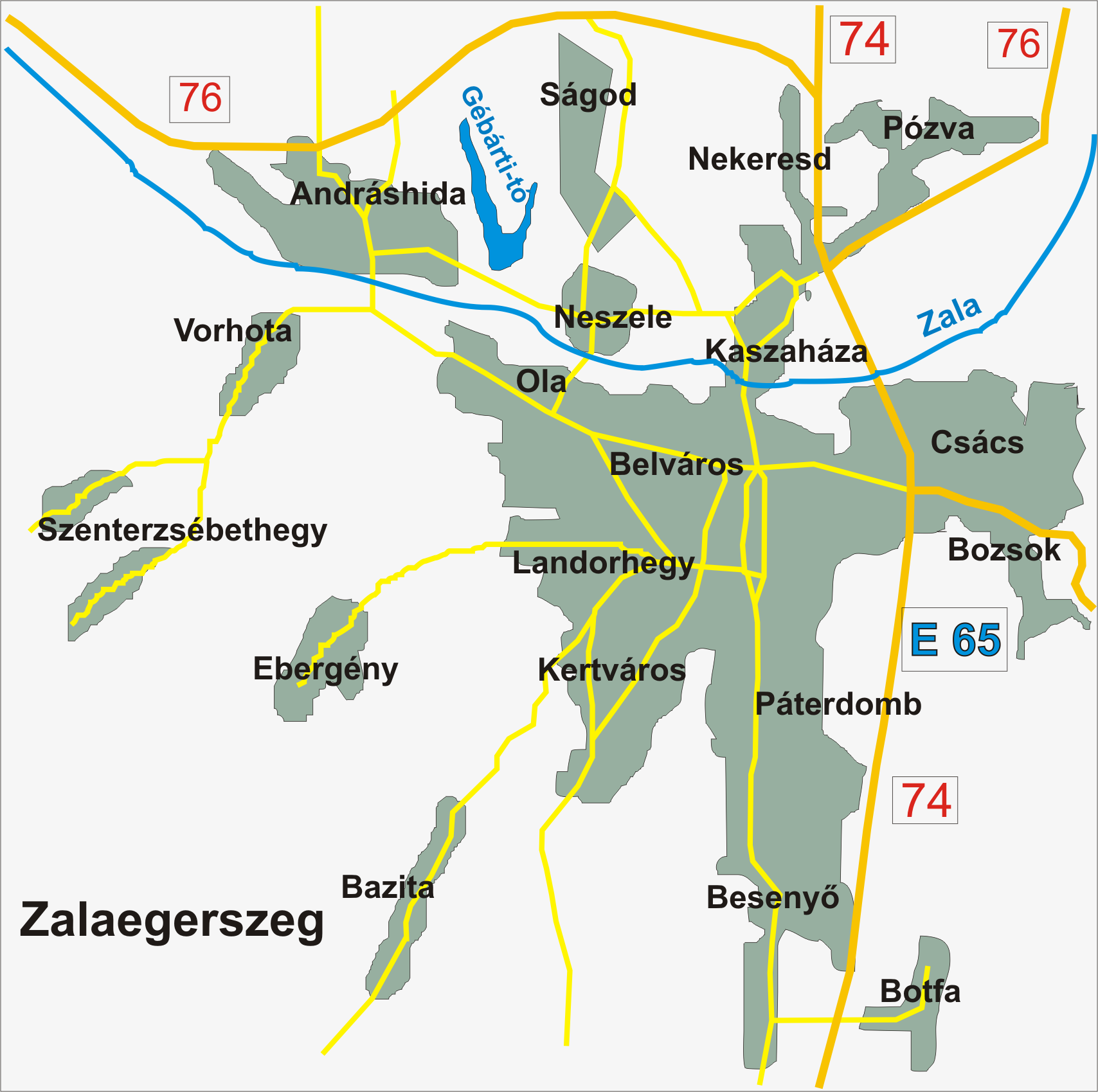
Mappa schematica di Zalaegerszeg

## Storia
Grazie alla sua posizione geografica ottimale, ricca di pesci e di selvaggina, la zona era già abitata fin dal 7000 a.C. (Paleolitico Superiore) e fu l'unico esempio di insediamento umano in tutta la contea di Zala. All'inizio dell'Età del Rame (a cui risalgono numerosi reperti archeologici ritrovati nella zona) nacquero nei dintorni altri insediamenti.
Dall'Età del Ferro sono stati rinvenuti oggetti di origine celtica nella zona meridionale della Zala mentre nella parte settentrionale tali ritrovamenti sono molto rari. Ciò significa che Zalaegerszeg in quell'epoca si trovava nelle immediate vicinanze di una strada che era controllata da un insediamento celtico.
Le epoche seguenti non lasciarono pressoché nulla e ciò testimonia la mancanza di insediamenti in questo territorio.
Le prime testimonianze scritte riguardanti la città risalgono al 1247, con il nome di Egurscug,ed al 1293 con quello di Egerszeg. Nel 1266 il re Béla IV cedette il territorio al capitolo (organismo ecclesiastico) di Veszprém ed Egerszeg diventò di proprietà ecclesiastica. Il proprietario fondiario viveva lontano, perciò le entrate tributarie non potevano essere sempre incassate, e spesso accresceva il patrimonio dei signori circonvicini, in primo luogo quelli di Kőszeg. Nel corso del XIV secolo, Egerszeg diventò l'abitato più grande della zona e per tale ragione era costretta a pagare tasse più consistenti.
Tra il 1368 ed il 1389 per un breve periodo passò nelle proprietà del re, in seguito Sigismondo del Lussemburgo la diede in dono ai Kanizsa i quali la scambiarono con i vescovi di Veszprém per il paese di Szerepetnek. Zalaegerszeg rimase così di proprietà ecclesiastica fino al 1848. I confini dell'insediamento vennero delineati nel 1381. In questo periodo venne costruita anche una chiesa in pietra e le dimensioni dell'abitato erano doppie rispetto agli insediamenti circostanti.
Dal 1421 Zalaegerszeg divenne città commerciale e grazie ai nuovi diritti acquisiti grazie al titolo conseguito, la città vide un considerevole aumento demografico. Nel secolo XVI era ormai Zalaegerszeg la città che teneva le assemblee provinciali.
Verso il 1530 lo sviluppo della città si arrestò improvvisamente a causa dei continui attacchi e in primo luogo ciò era rappresentato dai saccheggi del centro cittadino indebolito, da parte dei signori delle zone circostanti. Nel 1568 incominciarono i lavori di fortificazione per respingere gli attacchi turchi. Venne costruito un castello difeso innanzitutto dalle paludi che la circondavano. Alla fine degli anni 1570 Zalaegerszeg riuscì a respingere il primo attacco turco. Dopo la caduta di Kanizsa, avvenuta nel 1600, il ruolo di Egerszeg crebbe: proprio da qui partirono le direttive per la costruzione di baluardi nei villaggi della Zala per contrastare l'avanzata turca. La difesa di Egerszeg non fu però all'altezza e nel 1616 riportò danni molto gravi mentre nel 1664, per un breve periodo, finì nelle mani dei turchi.
Oltre all'invasione dei turchi, gli abitanti di Egerszeg dovettero fronteggiare altri problemi quali l'aumento del peso erariale e la peste.
Al giorno d'oggi, si può collocare l'elezione di Zalaegerszeg a capoluogo di provincia nel XVIII secolo. In questa epoca, infatti, circa il 75% delle riunioni provinciali si tenevano in questa sede. Le ragioni di questo fatto risiedono nell'importanza che ebbe la centralità del capoluogo durante l'occupazione turca e dal fatto che la città non fu un centro di potere come invece avveniva nei centri urbani della provincia per cui si poteva evitare che le riunioni venissero presidiate dai signorotti locali. Inoltre, nelle vicinanze della città vivevano molte famiglie nobili, quali i Heteldy ed i Forintos. Infine, la donazione di 20 600 fiorini da parte di Egerszeg e la costruzione della prefettura negli anni 1730 e 1732, permisero alla città di diventare un centro amministrativo di primaria importanza.
Per moltissimo tempo nel XVIII secolo, l'unico edificio significativo della città fu la prefettura costruita in stile barocco mentre negli anni 1760 venne costruita la chiesa, allora considerata monumentale. I tetti della maggior parte delle abitazioni erano costruiti in paglia e ciò aumentava il rischio di incendi di grandi proporzioni che ridussero rapidamente in cenere la città in due occasioni: il 18 ed il 29 luglio 1826. Proprio nel medesimo anno in base ai progetti dell'Ingegner Póka Antal furono riedificate le case in mattone e pietra che costituiscono ancora oggi l'ossatura del centro storico della città.
Fino agli inizi del XIX secolo in pratica erano presenti pochissimi commercianti ed industriali le cui attività erano fortemente frenate dalla presenza del signore della città. Negli anni 1830 si incrementò notevolmente la presenza di ebrei nella città tanto da rappresentare circa il 10% della popolazione urbana, la quale contava ugualmente una forte componente cattolico romana. Tuttavia, nemmeno le famiglie israelite poterono incrementare i traffici commerciali. All'interno del comitato, Egerszeg poteva considerarsi centro assoluto dal punto di vista amministrativo, ma sul piano economico non poteva vantare di certo tale primato. E mentre la città poteva contare solamente su due scuole elementari per una popolazione complessiva di 3 500 abitanti, i principali centri culturali dell'antico comitato risiedevano in Kanizsa ed in Keszthely dove, gli abitanti di Egerszeg potevano accedere allo studio a costo di grossi sacrifici economici.
Nelle vicende della Rivoluzione del 1848 la città non ebbe un ruolo centrale e all'occupazione austriaca avvenuta nel 31 dicembre 1848 non seguirono fatti di grande rilevanza.

## Amministrazione

### Gemellaggi
- Dobrič
- Gorizia
- Cherson
- Klagenfurt, dal 1990[1]
- Krosno
- Kusel
- Lendava
- Marl
- Târgu Mureș
- Surgut
- Varaždin
- Varkaus
- Zenica